# Step
Step es un software libre funcional en dos dimensiones bajo motores físicos incluidos en el escritorio KDE, siendo parte de KDE Education Project.

## Historia
El Programa fue creado por Vladimir Kuznetsov y liberado en febrero de 2007.

## Licencia
Este Programa fue licenciado bajo los términos de la GNU General Public License, por lo que es considerado software libre.

## Descripción
Step está basado en cuerpos y fuerzas modificadas bajo las leyes físicas que el usuario agrega:
- Cuerpos, que van desde pequeñas partículas hasta enormes polígonos. Cada cuerpo tiene propiedades únicas que influyen en el resultado de la simulación, además de poseer características como  masa y velocidad, así como sus derivados (energía cinética).

- Fuerzas, que pueden ser asignadas directamente por el usuario o producidas al añadir la gravedad, Fuerza de Coulomb y otros efectos.

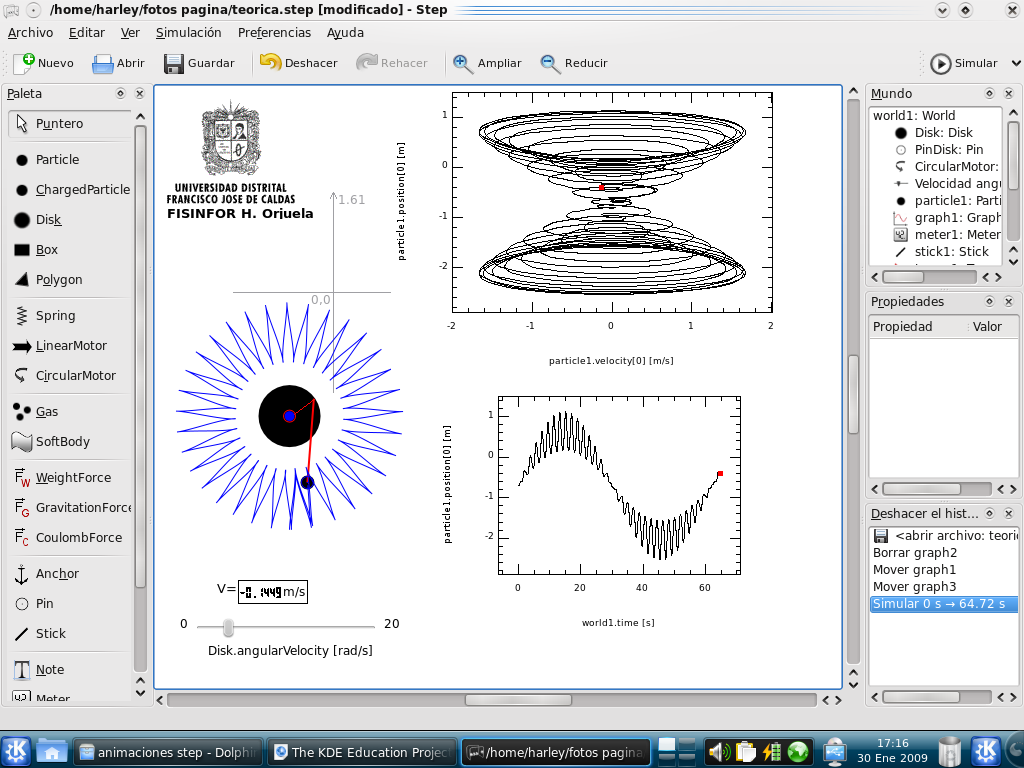
Simulación de un péndulo sobre un plano horizontal.

El software también cuenta con resortes y plasmas. 
Step permite volver después de simular, por lo que el usuario puede modificar los cuerpos y fuerzas y ver cómo se ve afectado el resultado de la simulación. Todos los cuerpos y fuerzas también se pueden modificar en tiempo real. 
Adicionalmente, existe una propuesta en el desarrollo de software educativo y de la implementación del software libre en la educación en Colombia, denominado Proyecto Step.